# Єреванський навчально-науковий інститут Західноукраїнського національного університету

Відкриття Єреванської філії ТАНГ, 2001 р.

Єреванський навчально-науковий інститут Західноукраїнського національного університету — структурний підрозділ Західноукраїнського національного університету.
Інститут розташований у місті Єреван, Респу́бліка Вірме́нія.

## Історія
Західноукраїнський національний університет — єдиний український Вищий навчальний заклад, який має свій інститут у Південному Кавказькому регіоні — в Єревані — столиці Вірменії. 

Будівля Єреванського навчально-наукового інституту

Єреванський навчально-науковий інститут (до 2013 р. — Єреванська філія ТНЕУ) перейменовано в Єреванський навчально-науковий інститут згідно з наказом ректор № 462 від 10.10.2013 р., ТНЕУ на виконання рішення вченої ради університету від 29 травня 2013 р. (протокол № 8) та з урахуванням листа Міністерства освіти і науки України № 1/11-12423 від 01.08.2013 р.), заснований згідно з угодою Міністерства освіти і науки України та Вірменії, за рішенням вченої ради і наказом ректора Тернопільської академії народного господарства О. А. Устенка № 191 від 18.04.2001 р., і проводить діяльність на основі Положення про Єреванський навчально-науковий інститут ТНЕУ.
Відкриття інституту відбулося 20 жовтня 2001 р., на якому були присутні багато почесних гостей з України та Вірменії. Традиційно червону стрічку перерізав міністр закордонних справ України Анатолій Зленко і виконувач обов'язків міністра освіти і науки РА Ара Аветісян.

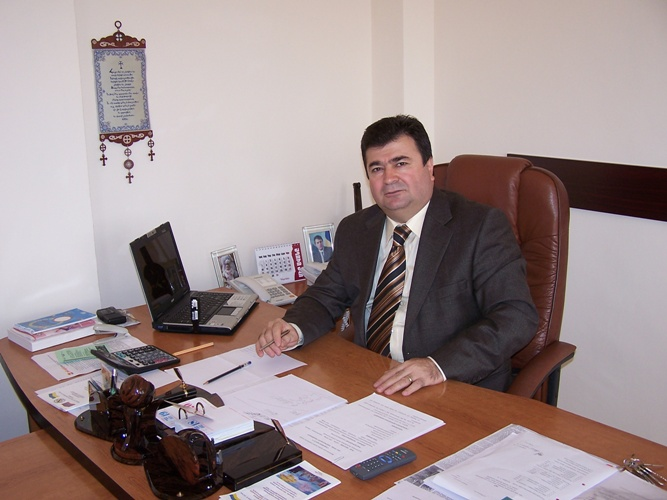
Директор інституту С. М. Гудратян

Згідно з рішенням вченої ради університету № 7 від 03.04.2001 р. директором інституту був призначений випускник Тернопільської Альма-матер, канд. екон. наук, доц. Саак Меружанович Гудратян.

## Сучасність

Урочистості з нагоди відзначення 200-ї річниці з дня народження Т. Г. Шевченка

У 2008 р. було відкрито відділення підготовки молодшого спеціаліста, яке в 2014 р. було перейменовано в Єреванський коледж при Єреванському навчально-науковому інституті Тернопільського національного економічного університету. Відповідно до ліцензії МОН України Єреванський навчально-науковий інститут здійснює підготовку фахівців за освітньо-кваліфікаційними рівнями «молодший спеціаліст» зі спеціальностей «Бухгалтерський облік», «Фінанси і кредит», «Обслуговування комп'ютерних систем і мереж», а також «бакалавр» і «магістр» з напрямів підготовки і спеціальностей: «Комп'ютерна інженерія», «Облік і аудит», «Фінанси і кредит», «Облік і аудит» за денною та заочною формами навчання.

Візит міністра освіти і науки України С.М. Квіта до інституту, 2015 р.

У травні 2015 р. інститут відвідала делегація Міністерства освіти і науки України на чолі з міністром освіти і науки України С. М. Квітом та його заступниками І. Р. Совсун, А. Є. Гевком та ін. Єреванському навчально-науковому інститутові ТНЕУ міністр вручив подяку «За активну роботу по впровадженню нових освітніх стандартів, виховання майбутніх науковців та вагомий внесок у зміцнення міжнародної науково-технічної співпраці в галузі освіти і науки», а директорові С. М. Гудратяну і викладачеві української мови та літератури Надії Панфілівні Мірзоян (нині покійна), родом з містечка Кременець Тернопільської області, були вручені подяки «За вагомий особистий внесок у зміцнення міжнародного науково-технічного співробітництва та розвиток освіти і науки України».

## Підрозділи

### Кафедра фінансів, обліку та аудиту
Завідувач кафедри — канд. екон. наук, доцент Саак Меружанович Гудратян. За останні роки опублікував 14 наукових праць у різних наукових виданнях. С. М. Гудратян — голова вченої ради Єреванського навчально-наукового інституту ТНЕУ.
Кафедра є випусковою і готує фахівців освітньо-кваліфікаційних рівнів «бакалавр» — за спеціальністю «Облік і аудит», «Фінанси та кредит», «магістр» — за спеціальністю «Облік і аудит».
Мета навчального процесу кафедри — формування у майбутніх фахівців сучасних фундаментальних знань у сфері теорії управління фінансами організації (підприємства), сучасного ведення бухгалтерського обліку, розкриття основ взаємодії теорії і практики управління фінансами, змісту їх
традиційних і спеціальних функцій, ролі і значення в сучасних ринкових відносинах.
На кафедрі працює 10 викладачів, з них 6 кандидатів наук, доцентів. Професорсько-викладацький склад кафедри забезпечує навчальний процес новітніми підручниками, навчальними та навчально-практичними посібниками. За останніх п'ять років викладачі опублікували 15 наукових праць, крім того, беруть активну участь у науково-практичних конференціях, залучаючи і студентів. Виробничу практику студенти проходять у Міністерстві економіки, фінансів та в інших організаціях і банках.

### Кафедра спеціальних дисциплін
Кафедра спеціальних дисциплін заснована у 2005 р. Відтоді завідувачем кафедри є кандидат економічних наук, професор Ішхан Єремович Хлгатян. У 1954 р. закінчив Єреванський державний університет за спеціальністю «Економіка торгівлі», у 1967 р. отримав науковий ступінь кандидата економічних наук, у 2002 р. йому присвоєно вчене звання професора. За останні роки опублікував 15 наукових праць у різних наукових виданнях, у 2015 р.
видав навчальний посібник «Економічна теорія».
Кафедра здійснює підготовку економістів, які здобувають глибокі знання з економічної теорії і практики економічного аналізу діяльності суб'єктів господарювання, з побудови довгострокової і короткострокової фінансової політики на підприємстві, з навичок формування і управління інвестиційним портфелем, а також фахівців, спроможних за результатами аналізу приймати аргументовані управлінські рішення, давати оцінку щодо підприємницьких, інвестиційних, фінансових і кредитних ризиків.
Навчальний процес забезпечують 7 викладачів, серед яких 1 професор, 3 кандидати наук, доценти.
Кафедра проводить плідну наукову роботу, що має широкий діапазон актуальних економічних проблем. За час існування кафедри викладачі підготували і видали понад 30 наукових праць, статей, брошур і монографій.

### Кафедра гуманітарних дисциплін
Завідувач кафедри — канд. філос. наук, доц. Размік Аракелович Саакян. У 1982 р. захистив кандидатську дисертацію, у 1985 р. йому присвоєно вчене звання доцента. З 2002 р. працює в Єреванському навчально-науковому інституті, а з 2005 р. очолює кафедру гуманітарних дисциплін. Упродовж останніх п'яти років опублікував понад 10 наукових праць у різних наукових виданнях.
Навчальну та науково-методичну роботу на кафедрі забезпечують 8 фахівців, з них 4 кандидати наук, доценти. У процесі викладання гуманітарних і соціальних дисциплін, зокрема філософії, історії, соціології, політології, культурології, професорсько-викладацький склад кафедри приділяє значну увагу формуванню у студентів гуманістично орієнтованого світогляду, патріотичної свідомості, національної гідності духовних потреб, ідеалів добра, справедливості, краси і культури поведінки.
Для досягнення цього викладачі кафедри спільно зі студентами відвідують історичні пам'ятки культури й архітектури. У нових соціально-політичних умовах зростають вимоги до правового виховання студентів, для цього проводяться лекції, семінари, що сприяють формуванню правової культури студентів.
Колектив кафедри активно займається науковою роботою, за останніх 5 років було опубліковано 12 наукових праць, монографій і статей.
При кафедрі гуманітарних дисциплін працює секція з вивчення давньоекономічних та історико-культурних зв'язків України і Вірменії. Секція має бібліотеку з численною історичною літературою.

### Кафедра фундаментальних дисциплін
Кафедра фундаментальних дисциплін. Завідувач кафедри — д-р техн. наук, проф. Торгом Агабекович Налчаджян, який у 1986 р. захистив докторську дисертацію, з 2002 р. працював на посаді професора, а з 2013 р. очолює кафедру фундаментальних дисциплін. За останніх 5 років опублікував 6 наукових праць у різних наукових виданнях, одну монографію.
Навчальну та науково-методичну роботу на кафедрі забезпечують 11 фахівців, з них 2 доктори технічних наук, 1 професор, 6 кандидатів наук, доцентів. Колектив кафедри займається науковою роботою, за останніх 5 років було опубліковано 8 наукових робіт, 1 монографія. При кафедрі функціонує
3 комп'ютерні лабораторії. Для забезпечення наукової діяльності кафедри та практичної підготовки студентів створена лабораторія спеціалізованих комп'ютерних систем.